# 足立巻一
足立 巻一（あだち けんいち、1913年6月29日 - 1985年8月14日）は、日本の小説家、詩人、エッセイスト。元大阪芸術大学教授。
メディアを通して本居宣長の顕彰に大きな功績を残した。代表作である『やちまた』は、盲目の国学者である本居春庭を描いた評伝文学の傑作である。

## 来歴・人物
東京市神田区（現：東京都千代田区）に生まれる。生後間もなく父と死別、母は再婚したため、漢詩人であった祖父足立清三（敬亭）、祖母ヒデに育てられるが、1920年に祖母ヒデが急死、祖父清三としばし流浪の生活を送った。翌年、清三も横死を遂げ、神戸在住の母方の叔父に引き取られる。
諏訪山尋常小学校時代から「少年倶楽部」「赤い鳥」等に頻繁に短文、詩歌等を投稿。関西学院中等部に入学、同校の国語教諭であり、自らも歌人であった池部宗七（筆名は石川乙馬、「夕暮れに苺を植えて」はその評伝である）から短歌の手解きを受ける。
恩師池部の母校である神宮皇學館（現：皇學館大学）を受験するが、2度にわたって失敗、1934年に3度目の受験で合格する。同館在学中も詩誌、歌誌等を中心に活動した。この頃に本居春庭を知り、研究を始める。
1938年、神宮皇學館本科国漢科卒業。高校教諭となるが、同年に応召、中国に渡り北支戦線に従軍。帰国後新大阪新聞社に勤務、学芸部長、社会部長等を歴任した。1948年、井上靖の発案で児童詩誌『きりん』の創刊より編集に携わり、児童詩運動が終生の一事業となる。1956年に新聞社を退職して執筆活動に専念する。
毎日放送の『真珠の小箱』（1959年 - 2004年）で番組の構成に参加、出演も多数。立川文庫の研究も行い、1961年には尾崎秀樹、武蔵野次郎が創立した「大衆文学研究会」に編集委員として参加。『文学』（岩波書店）、『思想の科学』、『大衆文学研究』はじめ多くの雑誌に執筆した。
1977年、大阪芸術大学芸術学部文芸学科教授を経て、1980年、神戸女子大学文学部国文学科教授。
1984年8月、鈴屋学会の第1号会員となる。同年12月、発会式を兼ねた第1回鈴屋学会大会が本居宣長記念館で開催され、そこで記念講演を行った。翌1985年に死去。

## 受賞歴
- 1975年：『やちまた』 - 第20回芸術選奨文部大臣賞[6][7]
- 1982年：『虹滅記』 - 第30回日本エッセイスト・クラブ賞
- 1984年：『雑歌』 - 第17回日本詩人クラブ賞

## 主な作品
- 宣長と二人の女性（1943年、佃書房）
復刻版『宣長・鈴屋関係資料集　研究篇4』（2012年、クレス出版）に再刊版（1944年）を収録
- (詩集)夕刊流星号（1958年、六月社）
- 石をたずねる旅（1962年、鉄道弘報社）
- 黒部峡谷（1964年、保育社カラーブックス）
- 関西人（1967年、弘文堂新社）
- 大衆芸術の伏流（1967年、理論社）
- 関西おんな（1968年、文研出版）
- 鏡―詩人九鬼次郎の青春と歌稿（1970年、理論社）
- バカらしい旅行（1971年、理論社）
- 牛乳びんの歌（1972年、理論社）
- やちまた（各 上・下）
1974年、新版1990年、河出書房新社／1995年、朝日文庫／2015年、中公文庫
- 立川文庫の英雄たち（1980年、文和書房）、中公文庫（1987年）
- 夕暮れに苺を植えて（1981年、新潮社）、朝日文庫（1995年）
- 夕刊流星号（1981年、新潮社）
- 虹滅記（1982年、朝日新聞社）、朝日文庫（1995年）
- 戦死ヤアワレ 無名兵士の記録（1982年、新潮社）
- 石の星座（1982年、編集工房ノア）
- 雑歌（1983年、理論社）
- 親友記（1984年、新潮社）
- 足立巻一詩集（1984年、日本現代詩文庫：土曜美術社）
- 人の世やちまた（1985年、編集工房ノア）
- 評伝竹中郁　その青春と詩の出発（1986年、理論社）
- 学芸の大阪（1986年、編集工房ノア）
- 日が暮れてから道は始まる（1987年、編集工房ノア）

### 編・解説
- 『全日本児童詩集』Ⅰ（1950年、尾崎書房）竹中郁・星芳郎・浮田要三共編
- 『全日本児童詩集』Ⅱ（1952年、むさし書房）同上
- 『全日本児童詩集』Ⅲ（1955年、創元社）同上
- 『きりんの本』Ⅰ~Ⅲ（1958年、理論社）同上
- 『日本の旅名詩集』Ⅲ（1967年、三笠書房）小野十三郎共編
- 『現代日本の文学』第１部50巻（1969～1971年、学研）
- 『現代日本文学アルバム』全16巻（1974年、学研）奥野健男・尾崎秀樹・北杜夫共編
- 『復刊立川文庫傑作選』全20巻・別巻解説（1974年、講談社）
- 『現代日本の文学』第2部 10巻（1976年、学研）奥野健男・尾崎秀樹・北杜夫共編
- 『真珠の小箱』全6巻（1979年、角川書店）監修・執筆